# Lars Gårding
Lars Jacob Gårding (1919 -2014) est un mathématicien suédois, qui s'occupe d'équations aux dérivées partielles.

## Biographie
Gårding est né à Hedemora en Suède mais grandit à Motala, où son père est ingénieur. 
Gårding étudie à l'Université de Lund et obtient son doctorat sous la direction de Marcel Riesz, dont il publie en 1988, les travaux complets. Par la suite, il est professeur de mathématiques à Lund de 1952 à 1984. Il travaille, à plusieurs reprises, à l'Institute for Advanced Study de Princeton (par ex. 1959/60, 1958, 1958, 1960, 1966/7), où les suédois Arne Beurling et Lars Hörmander (auprès de qui il a étudié) sont également professeurs et où il a, en outre, travaillé avec Michael Atiyah et Raoul Bott.
À partir de ses recherches sur le Problème de Dirichlet est née l'inégalité de Gårding (en) pour des solutions d'équations aux dérivées partielles elliptiques linéaires. Gårding s'est aussi occupé d'équations aux dérivées partielles hyperboliques linéaires et d'équations aux dérivées partielles de type mixte. Avec Arthur Wightman, il a travaillé sur la théorie quantique des champs axiomatique, notamment avec les axiomes de Gårding-Wightman.
Gårding s'intéresse également à l'histoire des mathématiques et a écrit un vivre sur l'histoire des mathématiques en Suède.  En 1985, Lars Gårding et Lars Hörmander ont montré que l'explication, selon laquelle l'absence de prix Nobel de mathématiques serait due à une jalousie d'Alfred Nobel envers le mathématicien suédois Gösta Mittag-Leffler, était dénuée de fondement.
Avec Marcel Riesz,il a supervisé la thèse de Lars Hörmander.

## Prix et distinctions
En 1958, il est conférencier invité en séance plénière lors du Congrès international des mathématiciens (ICM) à Édimbourg avec une conférence intitulée Some Trends and Problems in linear partial differential equations et en 1970 il est conférencier invité à l'ICM à Nice, cette fois avec une conférence sur Sharp fronts and lacunas. Il est membre de plusieurs sociétés scientifiques et académies, dont, depuis 1973, l'Académie américaine des arts et des sciences.
Gårding est élu à l'Académie royale des sciences de Suède en 1953.

## Publications
- Some Points of Analysis and Their History. AMS, Providence 1997.
- Encounter with Mathematics. Springer-Verlag 1977, 2e éd 1983,  (ISBN 3-540-90229-5).
- Cauchy's problem for hyperbolic equations. Lecture Notes Chicago 1957.
- Mathematics and Mathematicians – Mathematics in Sweden before 1950. AMS 1998 (en suédois: Matematik och Matematiker. Matematik i Sverige före 1950. Lund University Press, 1994).
- Singularities in Linear Wave Propagation. Lecture Notes in Mathematics, Springer-Verlag 1987.
- avec Torbjörn Tambour: Algebra for Computer Science. Springer-Verlag 1988,  (ISBN 3-540-96780-X).
- The Dirichlet Problem. Mathematical Intelligencer n°2, 1979, Nr.1.
- Michael Francis Atiyah, Raoul Bott et Lars Gårding, « Lacunas for hyperbolic differential operators with constant coefficients. I », Acta Mathematica, vol. 124,‎ 1970, p. 109–189 (DOI 10.1007/BF02394570, MR 0470499, zbMATH 0191.11203)
- Michael Francis Atiyah, Raoul Bott et Lars Gårding, « Lacunas for hyperbolic differential operators with constant coefficients. II », Acta Mathematica, vol. 131,‎ 1973, p. 145–206 (DOI 10.1007/BF02392039, MR 0470500)
- (en) Lars Gårding, « Marcel Riesz in memoriam », Acta Mathematica, vol. 124,‎ 1970, i-xi (ISSN 0001-5962, DOI 10.1007/BF02394565)

## Liens
- Ressources relatives à la recherche :   - Digital Bibliography & Library Project
  - Mathematics Genealogy Project
- Notices dans des dictionnaires ou encyclopédies généralistes :   - Den Store Danske Encyklopædi
  - Deutsche Biographie
  - Nationalencyklopedin
  - Store norske leksikon
- Notices d'autorité :   - VIAF
  - ISNI
  - BnF (données)
  - IdRef
  - LCCN
  - GND
  - Espagne
  - Pays-Bas
  - Pologne
  - Israël
  - NUKAT
  - Suède
  - Tchéquie
  - Lettonie
  - WorldCat
- (de) « Publications de et sur Lars Gårding », dans le catalogue en ligne de la Bibliothèque nationale allemande (DNB).
- Gårding: Dirichlet'Problème s for Linéaire Elliptic Partial Differential Equations. Mathematica Scandinavica, 1953.
- Christer Bennewitz et al.: Lars Gårding – Minnesord. Nécrologie dans Sydsvenskan du 27. En juillet 2014 (en suédois)